# ريتشارد براور
ريتشارد براور (بالألمانية: Richard Brauer)‏ (و. 1901 – 1977 م) هو رياضياتي، وأستاذ جامعي من ألمانيا، والولايات المتحدة، ولد في تشارلوتنبرغ، وكان عضوًا في الأكاديمية الأمريكية للفنون والعلوم، توفي عن عمر يناهز 76 عاماً.

## التعليم
تعلم في جامعة هومبولت في برلين.

## جوائز
حصل على جوائز منها:
- قلادة العلوم الوطنية (1970)
- Cole Prize in Algebra  [لغات أخرى]‏ (1949)
- زمالة غوغنهايم.

## روابط خارجية
- ريتشارد براور على موقع الموسوعة البريطانية (الإنجليزية)